# Максиміліан Пшерембський
Максиміліан Пшерембський (пол. Maksymilian Przerębski, Максиміліан Пшерембскі; бл. 1577, Скшидлюв-над-Вартою — 26 січня 1639) — польський шляхтич, дипломат, урядник. Маршалок двору королеви Цецилії Ренати.

## Життєпис
Син сєрадзького каштеляна Якуба та його дружини Анни з Роздражевських (померла передчасно у 1586 році). Ним опікувались вуї Геронім (помер у 1600 році, записав 1000 дукатів та різну рухомість) та Станіслав Роздражевскі.
Навчався в колегіумі єзуїтів Риму. Після повернення додому став придворним та секретарем короля. У 1598 році за сприяння вуя Станіслава брав участь у виправі короля до Швеції, де був учасником перемовин із князем із удерманським Карлом у Стокгольмі. У 1613 році був послом сейму від Сєрадзького воєводства, обраний без протидії опозиції маршалком Посольської ізби. 18 грудня 1619 року король призначив його каштеляном радомським, 13 листопада 1620 року каштеляном сєрадзьким. Приблизно з 1619 року мав обов'язки маршалка двору королеви Констанції. Після смерті Пйотра Ожґи став коронним референдарем у 1623 році. У 1628 році був кандидатом на посаду великого коронного підканцлера за підтримки краківського каштеляна Юрія Збаразького; посаду не отримав через вибір біскупів (підканцлером став Томаш Замойський). За багаторічну службу для обидвох дворів разом із братанками Анджеєм та Геронімом став графом Священної Римської Імперії. Король Сигізмунд III Ваза також надав йому Медицьке, Літинське та Снятинське староства.
Був людиною релігійною, толерантною. Надавав фундуші для православних та католицьких (костели домініканців Пйотркува, Мостиськ) церков.
Помер перед 31 січня 1639 року, був похований в костелі св. Анни в Пйотркуві 17 лютого 1639 року.

### Сім'я
Перша дружина — Софія Остроруг, донька Яна Остроруга. Діти:
- Ізабелла — дружина мазовецького воєводи Станіслава Варшицкого,
- Маріанна — дружина галицького підкоморія Андрія Чурила, Францішека Бондзинського,
- Катажина,
- Констанція — монахиня в кляшторі св. Клари у Вроцлаві.

Друга дружина — вдова Яна Щенсного Гербурта княжна Єлизавета Заславська. У 1617 році її віном було Мостиське староство, яке мало 40 000 польських злотих боргу Зофії Фредро. Після інтромісії М. Пшерембський осадив у Мостиськах свою залогу, виїхав, не бажаючи платити борг, що призвело до війни з Фредрами. Через це втратив Мостиська, потім, при застосуванні зброї, кривавої розправи з Фредрами повернув, забравши також коштовності (шнур на 600 перлів, стадо зі 170 кобил 25 жовтня 1617). Через дружину мав претензії на Острог, у 1636 році поставив свого пробоща в костелі, який перед цим займали кальвіністи (проповідники-кальвіністи), що призвело до конфлікту з власником міста Анджеєм Реєм.
Третя дружина — Анна Могила, донька молдавського господаря Єремії Могили, сестра Марії та Раїни. З нею мав дітей:
- Пйотр, помер «у молодому віці»,
- Зиґмунт Кароль — рогатинський староста⁣[5], сєрадзький підкоморій, воєвода.

Анна Могила привнесла з віно половину Устецького «ключа» (половина міста та 14 сіл). За ці маєтності мав формальну війну з князями Корецькими. Остаточно все було залагоджено в 1623 році між удовою Анною Корецькою та ним. 1628 року розв'язав проблему з претензією  Раїни Вишневецької на ці маєтності, пізніше продав їх разом із Корецькими за 160 000 злотих Миронові Бернавському. 1633 року після смерті Мирона Бернавського-Могили, разом із Вишнівецьким викрав усі коштовності та худобу, які були в цих маєтностях, хоча була жива сестра померлого Теодозія Нікоричина. Король правом «кадука» надав їх Станіславові Конецпольському. Через «інтервенцію» короля (12 листопада 1633 року) мусив віддати маєтності та відшкодувати збитки Теодозії Нікоричиної.